# O'Donnell (métro de Madrid)
Pour les articles homonymes, voir O'Donnell.
O'Donnell est une station de la ligne 6 du métro de Madrid, en Espagne.

## Situation sur le réseau
La station de métro se situe entre Sainz de Baranda et Manuel Becerra.

## Histoire
La station O'Donnell entre en service le 11 octobre 1979. Elle fait partie du tracé initial de la ligne 6 entre Pacífico et Cuatro Caminos qui est inauguré par le roi Juan Carlos Ier.

## Services aux voyageurs

### Intermodalité
La station est en correspondance avec les lignes d'autobus n°2, 28, 30, 56, 71, 143, 156, Exprés Aeropuerto, E2, E3, E4, E5, N6 du réseau EMT.